# Olmekowie

Stanowiska kultury Olmeków

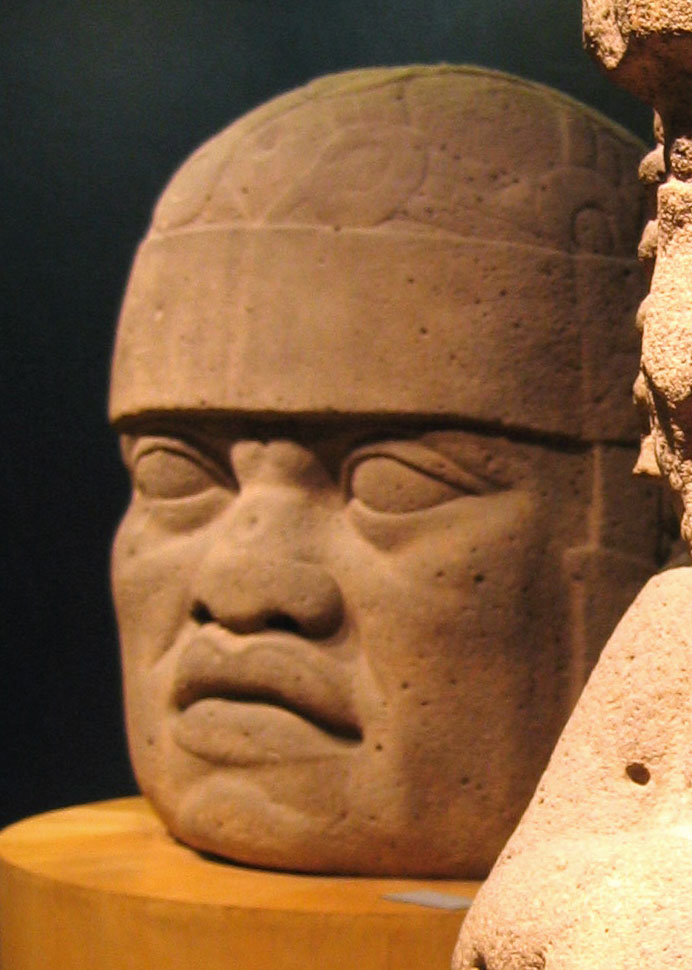
Olmecka głowa z San Lorenzo

Olmekowie – umowna nazwa plemion zamieszkujących Mezoamerykę od momentu przejścia z koczowniczego na osiadły tryb życia (ok. 2000 r. p.n.e.). Plemiona te osiadły na nadbrzeżach rzek i jezior, od Zatoki Meksykańskiej aż do górzystych terenów w głębi lądu, i wykształciły kulturę o wielu wspólnych cechach (zob. kultura Olmeków, wierzenia Olmeków). Nie wiemy jakim językiem mówił lud określany jako Olmekowie i jak oni sami siebie nazywali.
Terminem Olmeca, oznaczającym „ludzi z krainy kauczuku”, Aztekowie określali mieszkańców obszarów położonych nad Zatoką Meksykańską, zaś kraj ten nazywali Olman. Na początku XX w. Olmekami nazwano twórców odkrywanej wtedy cywilizacji, mimo że nie mieli oni nic wspólnego z XVI-wiecznymi mieszkańcami tych okolic.
Termin „Olmekowie” w węższym znaczeniu odnosi się tylko do ludu, który stworzył w latach 1500–400 p.n.e. w dorzeczu rzek Coatzacoalcos i Tonala oraz na przyległym obszarze wzniesień na południe i wschód od pasma gór Tuxtlas, kulturę będącą podstawą późniejszego rozwoju cywilizacji Mezoameryki. W szerszym znaczeniu termin „Olmekowie” odnosi się do stylu w sztuce, który obejmuje także zabytki i artefakty znajdowane poza obszarem „Olmanu”.
Największymi centrami kulturowymi założonymi przez Olmeków były San Lorenzo, La Venta i Tres Zapotes. Olmekowie uznawani są za twórców pierwszej cywilizacji Mezoameryki. Do osiągnięć związanych ze sztuką należy budowa schodkowych piramid ze świątyniami, umieszczanymi na szczycie. Piramidy te były budowane z ziemi i obłożone płytami kamiennymi. Olmekowie znali podstawy matematyki i kalendarza, dali początek hieroglificznemu pismu epi-olmeckiemu.
Podstawą utrzymania ludności było rolnictwo, dodatkowo rybołówstwo, myślistwo, zbieractwo oraz handel kauczukiem (od tego produktu wywodzi się ich nazwa), jadeitem, muszlami morskimi, skórami itp. Podstawowymi roślinami, uprawianymi przez Olmeków, były: kukurydza zwyczajna, fasola, dynia. Możliwe, że znano już uprawę bawełny, tytoniu i kakao. Przypuszcza się, że wpływy kultury olmeckiej związane były nie tylko z handlem, ale i z prowadzonymi wojnami, w wyniku których Olmekowie podporządkowali sobie znaczny obszar dzisiejszego Meksyku. 
Cywilizacja olmecka z głównym ośrodkiem w San Lorenzo upadła ok. 900 r. p.n.e., a późniejszy ośrodek w La Venta upadł ok. 400 r. p.n.e. Nieznane są przyczyny jej upadku; podejrzewa się, iż doprowadziły do tego zmiany w środowisku, ale nie wyklucza się też inwazji zewnętrznej.
Spadkobiercami cywilizacji olmeckiej były powstałe w czasach późniejszych kultury: epi-olmecka, Teotihuacán, Tolteków, Zapoteków i Majów.